# Andrei da Silva Camargo
Andrei da Silva Camargo (Bento Gonçalves, 6 februari 1988) is een Braziliaans voetballer die sinds 2020 uitkomt voor RUS Rebecquoise. Camargo speelt bij voorkeur als rechtervleugelverdediger, maar kan ook uit de voeten als linkervleugelverdediger of rechtermiddenvelder.

## Carrière
Camargo begon zijn voetbalcarrière in zijn geboorteland Brazilië bij CE Bento Gonçalves. Als tiener kon een manager een verhuis naar de Italiaanse tweedeklasser FC Modena regelen, maar Camargo kon er niet blijven omdat hij geen Europees paspoort had. Toen een verhuis zich opdrong, vond hij onderdak in Tsjechië, waar hij uiteindelijk vier jaar zou spelen.
In 2010 belandde Camargo in België. Na drie seizoenen bij tweedeklasser AFC Tubize zakte de transfervrije Camargo in 2013 noodgedwongen af naar eersteprovincialer RUS Rebecquoise. Een jaar later haalde RAEC Mons hem echter terug naar Tweede klasse. Toen de club een jaar later failliet ging, bood zijn ex-club Tubeke hem onderdak.
In 2017 kreeg Camargo een voorstel van Tubeke om voor twee seizoenen bij te tekenen, maar omdat zijn manager zwaaide met een lucratief voorstel uit het buitenland wees Camargo dit bod af. Toen die deal uiteindelijk niet doorging en Tubeke al een vervanger voor Camargo had aangetrokken, tekende hij bij zijn ex-club RUS Rebecquoise in Tweede klasse amateurs, weliswaar mits de afspraak dat hij bij een mooi aanbod van een profclub gemakkelijk weg kon. Dat aanbod kwam er nog diezelfde transferperiode: toen Lierse SK een vervanger zocht om de langdurige blessure van Jonas Vinck op te vangen, dacht het aan Camargo.
Bij Lierse was Camargo in zijn debuutseizoen voor Nieuwjaar een vaste waarde in het eerste elftal, het seizoenseinde en een groot deel van Play-off 2 miste hij door een knieblessure. Op het einde van het seizoen ging Lierse failliet, waarop Camargo onderdak vond bij KSV Roeselare. Ook bij Roeselare was hij een vaste waarde. Toen de West-Vlaamse club na afloop van het seizoen 2019/20 geen licentie kreeg voor het profvoetbal, keerde Camargo opnieuw terug naar RUS Rebecquoise.